# Odin Records
Odin Records war ein norwegisches Jazz-Plattenlabel, das 1981 gegründet wurde.

## Geschichte
Nachdem in den 1970er Jahren fast alle Aufnahmen des modernen norwegischen Jazz beim deutschen ECM-Label erschienen waren, entstand in den 1980er Jahren nach dem kurzlebigen Label Nordisc in Oslo das norwegische Jazz-Label Odin. Dessen erste Produktion war 1981 ein Album des Thorgeir Stubø Quintetts; bis Mitte der 1990er Jahre waren über 50 Alben entstanden, darunter das Album Fairy Tales der Sängerin Radka Toneff und des Pianisten Steve Dobrogosz (1982), das zu meistverkauften norwegischen Jazz-Alben gehört. An dem Label beteiligt war der Norsk jazzforbund. 1993 ging das Label in den Besitz des Labels Curling Legs über. 2015 wurden die Rechte von dem unabhängigen norwegischen Musikverlag Grappa übernommen, der im selben Jahr das Label reaktivierte.
Bei Odin erschien zunächst die Musik von Künstlern wie Knut Riisnæs (Flukt, 1982), Oslo 13 (Anti Therapy, 1982), Dag Arnesen, Espen Rud (Hotelsuite, 1984), Don Cherry/Ed Blackwell, Karin Krog/John Surman (Freestyle, 1986), Jon Eberson, Armen Donelian/Carl Morten Iversen/Audun Kleive (Trio '87), Tore Brunborg, Vigleik Storaas, Bjørn Kjellemyr, Per Husby (Notes for Nature, 1990), Jon Balke/Per Jørgensen/Audun Kleive (On and On, 1991), Bjørn Alterhaug, Knut Riisnæs / Jon Christensen mit John Scofield und Palle Danielsson (1992), Carl Morten Iversen, Jan Gunnar Hoff (Syklus, 1992), Lee Konitz (Steps Towards a Dream, 1993) und Knut Kristiansen (Monk Moods, 1993).

## Aktuelle Ausrichtung
Bei Odin sind derzeit Musiker wie Helge Iberg, Hanna Paulsberg (Velkommen håp, mit Flukten, 2021), Magnus Bro, Gard Nilssen, Espen Berg und Ole Morten Vågan/Trondheim Jazz Orchestra unter Vertrag. Wiederveröffentlicht wurden Alben der Gruppe Masqualero und insbesondere von Radka Toneff. Das Label legte mit The Many Faces of Karin Krog (Recordings 1967-2017) auch eine 6-CD-Box mit älteren und neuen Arbeiten von Karin Krog vor sowie die Kompilation Karin Krog & Georgie Fame On a Misty Night, auf der die Sänger auch zwei Titel gemeinsam interpretieren.